# سگ گوش‌کوتاه
سگ گوش‌کوتاه (نام علمی: Atelocynus microtis) نام یک گونه از زیرخانواده سگیان است.